# Wieland Förster

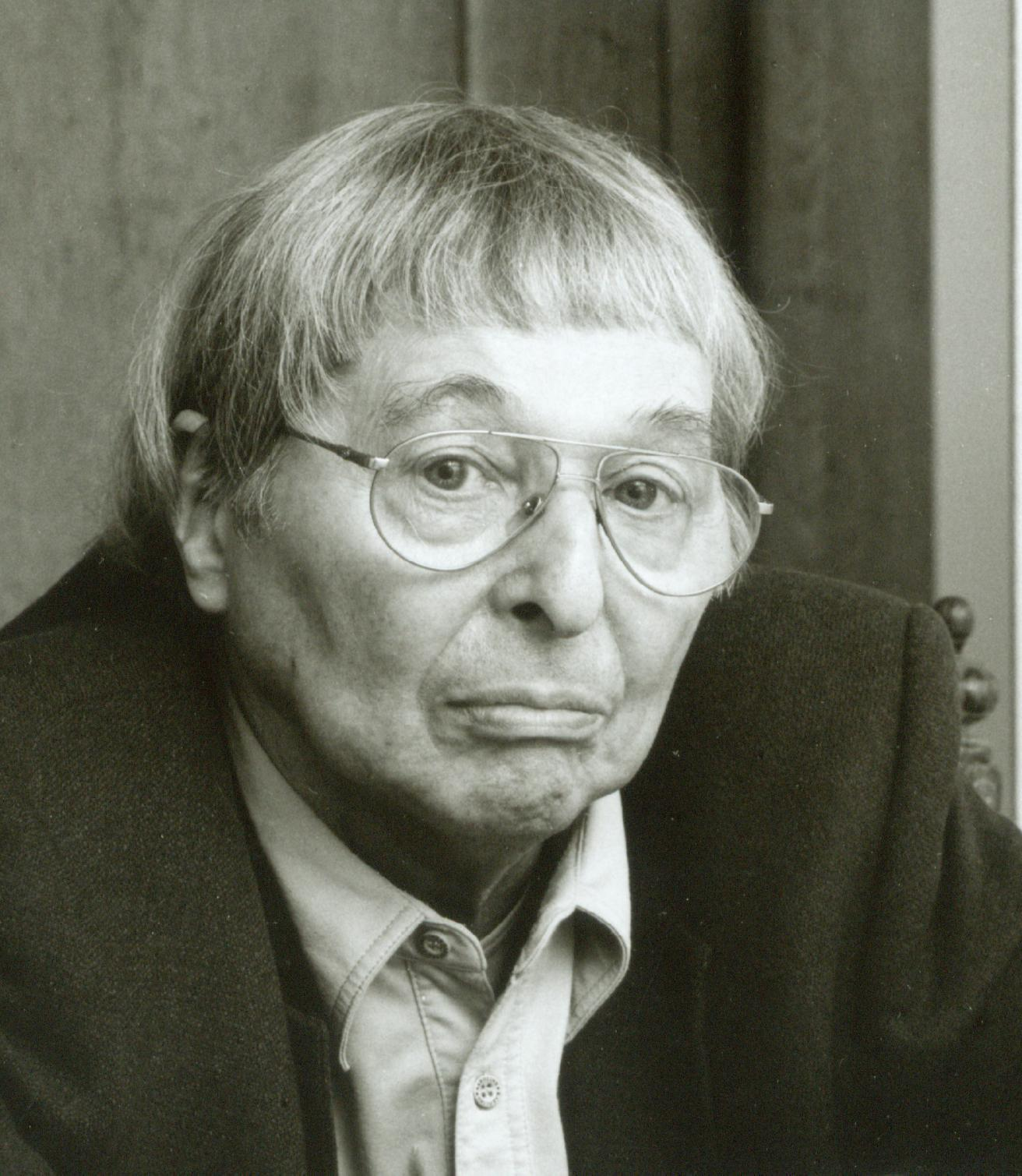
Wieland Förster, 2010

Wieland Förster (* 12. Februar 1930 in Dresden) ist ein deutscher Bildhauer, Zeichner, Maler und Schriftsteller.

## Leben

### Kindheit und Jugend
Wieland Förster wurde als fünftes und letztes Kind eines Kraftfahrers und einer kaufmännischen Angestellten in Dresden-Laubegast geboren. 1935 starb sein Vater an einem Kriegsleiden, wodurch die Familie in finanzielle Not geriet, die vor allem durch die Umsicht der Mutter überwunden werden konnte. Es gelang ihr, die Kinder von der Indoktrinierung der Nationalsozialisten fernzuhalten. Ihr Sohn Wieland lehnte das Nazisystem ab und weigerte sich, sich zu uniformieren und an den geforderten Diensten teilzunehmen. Von 1936 bis 1944 besuchte er die Volksschule.
1944 trat er eine Lehrstelle als Technischer Zeichner und Rohrleger bei den Wasserwerken der Stadt Dresden an. Nach einem vierwöchigen Straflager der Hitlerjugend meldete er sich freiwillig als Luftschutzhelfer, um sich jedem weiteren Dienst straflos zu entziehen. Der Umgang mit der Technik während seiner Lehrzeit brachte ihn sprunghaft voran, so dass er am Ende des ersten Lehrjahres in die Vorbereitungsklasse der Ingenieursfachschule delegiert wurde. Eingezogen zum Volkssturm, erlitt Förster am 7. Oktober 1944 bei einem Bombenangriff der Alliierten ein Kriegstrauma und erlebte später den Großangriff amerikanischer und englischer Bomber am 13. Februar 1945 auf Dresden. Im Chaos nach dem Angriff entzog er sich dem Volkssturm und verharrte bis zum Kriegsende am 8. Mai 1945 in seiner Wohngegend. Nachdem der Beruf des Technischen Zeichners zum Frauenberuf erklärt worden war, musste er seine Lehre als Rohrleger fortführen.
Am 17. September 1946 ließ ihn ein kommunistischer Landrat, um in den Besitz der Wohnung der Familie Förster zu kommen und um ihn als Zeugen seiner kriminellen Handlungen zu beseitigen, wegen angeblichen Waffenbesitzes dem sowjetischen NKWD übergeben. Nach dreimonatigen nächtlichen Verhören wurde Förster Mitte Dezember von einem sowjetischen Militär-Tribunal (SMT) zu siebeneinhalb Jahren Zwangsarbeit in Sibirien verurteilt, jedoch wegen seiner Auszehrung als transportuntauglich befunden und in das sowjetische Speziallager Nr. 4 Bautzen abgeschoben. Dort erkrankte er u. a. an Tuberkulose und wurde am 21. Januar 1950 nach einer vom Internationalen Roten Kreuz angedrohten Akteneinsicht über einen Hinterausgang ohne Papiere und offizielle Begnadigung entlassen.

„In Bautzen schwor er sich, angesichts der enormen Todesrate zumeist unschuldiger Häftlinge, diesen Opfern politischer Willkür, in welcher Form auch immer, durch Mahnung und Gedenken ein Weiterleben zu sichern, was er in künstlerischer Form umsetzen wollte.“

### Ausbildung und Studium
1950 legte Wieland Förster die Prüfung als Technischer Zeichner für Maschinenbau ab, arbeitete jedoch bis 1953 in der Planabteilung der Wasserwerke. Während dieser Zeit versuchte er sich in zahlreichen künstlerischen Ausdrucksmöglichkeiten (Schreiben, Musik, Theater, Werbung). Im Herbst 1952 nahm er schließlich am öffentlichen Abendakt der Hochschule für Bildende Künste in Dresden teil, deren Lehrer dieses Streben unterstützten.
Nachdem ihm sein Betrieb wegen Verbürgerlichung die zum Studium erforderliche Delegierung an die Dresdner Hochschule für Bildende Künste verweigert hatte, legte Förster in eigener Verantwortung die Aufnahmeprüfung für das Studium ab. Im Herbst 1953 begann er Bildhauerei bei Walter Arnold und dessen Assistenten Gerd Jaeger sowie Hans Steger zu studieren. Die Ausbildung in Dresden zielte auf ein neoklassizistisches Formenprogramm, gestützt auf den obligatorischen Zeichenunterricht nach Gipsabgüssen und nach der Natur sowie ein Anatomie- und Kunstgeschichtsstudium.
Bereits Anfang des zweiten Studienjahres suchte Wieland Förster den Kontakt zu Vertretern der verbotenen klassischen Moderne, besuchte Bernhard Heiliger in Westberlin. Walter Arnold, selbst ein kenntnisreicher Handwerker, half einigen wenigen Studenten, denen er politisch vertraute, mit Hilfe seiner Erfahrungen bei Hermann Haller und Charles Despiau, ihren Blick auf das Wesenhafte der figürlichen Bildhauerei zu vertiefen. Für die Aufgabe Porträt nach Foto im dritten Studienjahr wählte Förster den damals verfemten Bertolt Brecht, den er kurz vor dessen Tod 1956 bei den Proben zu Leben des Galilei am Berliner Ensemble erlebt hatte.
Im Diplomjahr 1958 bewarb er sich um ein dreijähriges Meisteratelier an der Deutschen Akademie der Künste in Ost-Berlin bei Gustav Seitz, der jedoch im gleichen Jahr nach Hamburg ging. Um in Berlin bleiben zu dürfen, ging er zögernd auf sein Anraten ein und wurde 1959 Meisterschüler von Fritz Cremer.
Nach 18 Monaten, im Jahr 1961, wurde seine Meisterschülerzeit wegen Formalismus vorzeitig gekündigt. Er erhielt aber die Erlaubnis, in einem Atelier der Akademie seine überlebensgroße Figurengruppe Völkerfreundschaft unter Studenten, 1961/62 (Wettbewerbspreis der Technischen Universität) für Dresden auszuführen.

### Künstlerische Arbeit
In völliger Zurückgezogenheit schuf sich Wieland Förster ab 1961 in einem Berliner Ladenatelier die Möglichkeit, sein plastisches Werk aufzubauen. 1991 musste er sein 16 m2 großes Gipslager in einen Hinterhof umsiedeln, wo, nach schwerer Herzerkrankung, sein Spätwerk entstand.
Die großen Sandsteinskulpturen arbeitete er auf seinem Grundstück bei Oranienburg in Brandenburg.
Wieland Förster ist seit 1974 ordentliches Mitglied der Akademie der Künste der DDR und war von 1979 bis 1990 als deren 5. Vizepräsident zuständig für die Ausbildung von Meisterschülern. Im Jahr 1985 wurde er zum ordentlichen Professor ernannt. Seit 1991 ist Förster Mitglied des PEN-Zentrums Deutschland. Im gleichen Jahr trat er aus der Akademie der Künste wegen für ihn mangelnder Aufarbeitung der DDR-Vergangenheit aus. Außerdem wurde er als Opfer des Stalinismus anerkannt. Im Jahr 1992 wurde das Wieland Förster Archiv an der Akademie der Künste Berlin eingerichtet. 1996 war er Gründungsmitglied der Sächsischen Akademie der Künste Dresden.
Im Jahr 2001 schloss Wieland Förster einen Vertrag über die Wieland-Förster-Stiftung an den Staatlichen Kunstsammlungen Dresden mit der Schenkung von 58 Plastiken.

### Privates
Förster lebt mit seiner Frau in Wensickendorf (Ortsteil von Oranienburg) in einem Seniorenwohnheim.

## Schaffen

### Überblick
Wieland Förster schuf ab 1960 lithografische Arbeiten, ab 1962 Radierungen und erste Plastiken für den öffentlichen Raum. In den folgenden Jahren unternahm Förster einige Arbeitsreisen ins Ausland, von denen besonders ein Aufenthalt in Tunesien im Jahr 1967 von großem Einfluss auf Försters Schaffen als bildender Künstler war. In den Jahren 1968 bis 1973 verhängten staatliche Stellen der DDR aus ideologischen Gründen Ausstellungsverbote gegen Förster und behinderten die Arbeit des Künstlers. 1974 wurde er dank der Unterstützung Konrad Wolfs Mitglied der Ost-Berliner Deutschen Akademie der Künste und konnte (organisiert von Rudolf Tschäpe) seine erste große Werkausstellung in Potsdam im alten Observatoriumsbau auf dem Telegraphenberg veranstalten.
Wieland Förster ist als bildender Künstler auf den Gebieten Bildhauerei, Zeichnung, Grafik und Malerei aktiv. Daneben veröffentlichte er seit den Siebzigerjahren des 20. Jahrhunderts zahlreiche literarische Werke, die teilweise das eigene künstlerische Schaffen reflektieren.

### DDR-Zeit
Wenn nicht anders vermerkt, handelt es sich bei allen beschriebenen Arbeiten Försters um Bronzen. Weitere Bilder der behandelten Werke befinden sich im Abschnitt Skulpturen.
Ab Anfang der 1960er Jahre entstanden über 80 Porträts und Porträtstelen ihm naher oder von ihm bewunderter Menschen, vor allem Künstler.
In diesen Arbeiten ließ Wieland Förster sich ganz auf den Darzustellenden ein, suchte, mit variierenden Formen, zu ihrem Wesen vorzudringen, u. a. Kopf der Gelähmten (1964/65), Walter Felsenstein (1963/64), Zoltán Kodály (1964), Otmar Suitner (1965), Franz Fühmann (1969), Bernhard Minetti (1991/92), Hartmut Haenchen (1997), Elfriede Jelinek (2000).
Im Kopf der Gelähmten (1964/65) entdeckte Förster die für ihn bildhauerisch reinste Form: das Ei, das den Kern aller aus Volumen aufgebauten Plastiken bildet und die Abwendung von der umrissbestimmten Arbeitsweise ist. Diese Entscheidung bestimmt sein gesamtes plastisches Werk und entzieht seine Skulpturen dem genrehaften und literarischen Abbild. Zugleich ist die Eiform in der Natur Synonym vitalen Seins. 1968 schuf er mit der „Erich-Arendt-Stele“ (1968) eine „demokratische“ Denkmalsform, die in den Stelen von Pablo Neruda (1974), Hans Purrmann (1980/81), Heinrich Böll (1988) u. a. fortgeführt wurde.
Zur Zeit der Selbstfindung, um 1966, gelang Förster mit dem Kleinen Martyrium die Aufhebung der Addition von Einzelfiguren durch deren Bündelung zu einer totalen, nicht erzählenden bildhauerischen Form, die zugleich den Torso als Ziel der Verdichtung des Inhalts zum Hauptmerkmal seiner Kunst machte. Sein Bestreben war es, den Torso als Ganzes erlebbar zu machen (Passion (1966); Hero (1966)). Diese Arbeiten bilden den Beginn seiner lebenslangen Auseinandersetzung mit den Verbrechen, die er in seiner Kindheit und Jugend durchleiden musste.
Dieser von Förster angetretene Weg stand im direkten Gegensatz zur Kulturpolitik der DDR. Nach der ersten Ausstellung 1968 in Greifswald wurde über Förster bis 1973 ein Ausstellungs-, Ankaufs- und Publikationsverbot, verbunden mit Arbeitsbehinderungen, verhängt. Am 21. August 1968 erschütterte ihn die Nachricht vom Einmarsch der Warschauer-Pakt-Truppen in Prag aufs Tiefste, worauf er, um die Widerständler zu ehren, am selben Tag mit dem Denkmalsentwurf des Erschossenen reagierte.
Nach einer kurzen, jedoch intensiven Reise durch Tunesien im Jahr 1967 entstanden die Olivenstruktur (nach dem starken Eindruck uralter Olivenbäume) und der Sandsteintorso Seldja (beide 1967). Während er stundenlang zeichnete, mit Hingabe an die Urnatur der Felsenschlucht Seldja, vollzogen sich in seinem Denken Prozesse, die alle verkrusteten zivilisatorischen Dogmen auslöschten.
1976/77 wandte sich Förster größeren freien Arbeiten in Sandstein zu, wie der „Hommage à Kleist“ einem Torso, gespannt zwischen Aufstreben und verletzter irdischer Gebundenheit, der in Kleists Geburtsstadt Frankfurt (Oder) außen am Chor der Marienkirche aufgestellt wurde.
1971 entstand die aus dem schweren weiblichen Becken fast erdparallel in den Raum vorstoßende Große Badende und 1971 bis 1974 die sich in den Himmel streckende formal konsequente Große Neeberger Figur, die sowohl erotisches Zeichen als auch Todesmahnung ist, das Gesicht hinter einem Wolkenzug verbirgt und sich jeder Annäherung entzieht.

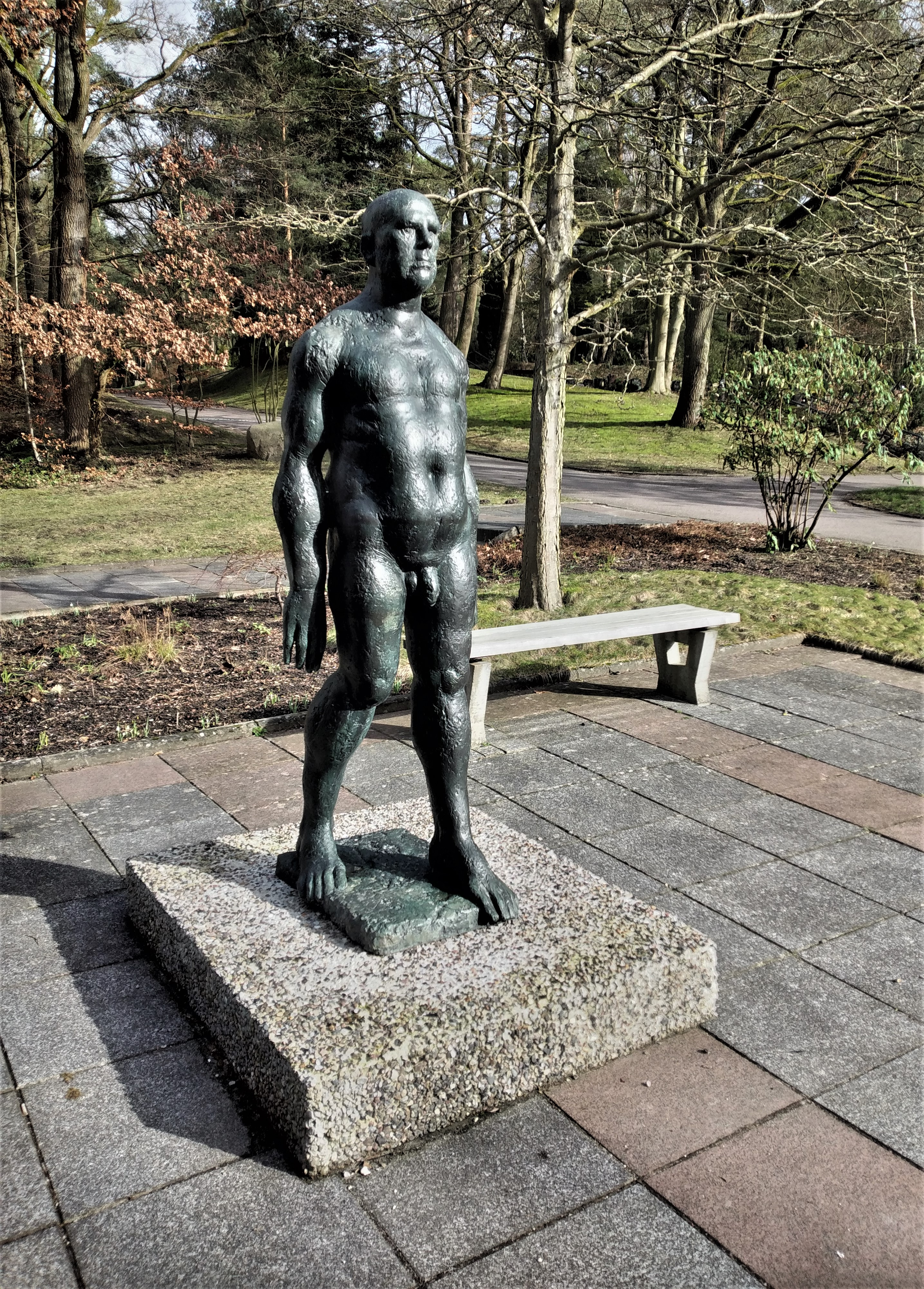
Großer Schreitender, 1970

Zwischen 1975 und 1979 wuchsen, in einer Zeit größerer Freiheit, aus einem großen Sandsteinbruchstück zwei aneinander Halt suchende Gefangene: die Gefesselten. Beide Figuren sind in ihrer körperlichen Unversehrtheit (ihnen zur Seite zu stellen ist nur noch der Große Schreitende Mann von 1969) und ihrer konsequenten bildhauerischen Ausformung einzigartig in seinem Werk. Sie werden als Beweis für seine künstlerische Reife gedeutet, die ihm das Recht zum freien Umgang mit der Figur gestattete.
Das überlebensgroße Große Martyrium (1977 bis 1979) folgt, von der plastischen Intention her, seinem Vorläufer, dem Kleinen Martyrium (1966), das gegen die offiziellen, in Gruppen additiv zusammengestellten Denkmäler steht.
Anfang der 1980er Jahre fühlte sich Förster offenbar in der Lage, den Opfern der Luftangriffe auf Dresden am 13. Februar 1945 ein Denkmal zu schaffen, das zwischen Schuld und Vergeltung genau abwägt. So arbeitete er die überlebensgroße Figur eines auf eine winzige Insel zurückgebombten, hockenden Mannes, der Kopf und Extremitäten so dicht es geht an seinen Leib presst, um das Inferno von Bombenhagel und Feuersturm zu überleben. (Großer Trauernder Mann – den Opfern des 13. Februar 1945 in Dresden gewidmet, 1979 bis 1983).
Auch diese Figur entstand im inneren Auftrag, begonnen an einem untauglichen Sandstein, wiederholt in Gips für Bronze. Die zuständigen Vertreter der Stadt Dresden und der Partei lehnten das Werk, da ihnen Trauer allein nicht darstellenswert erschien, ab, und es bedurfte der massiven Intervention der Akademie der Künste in Berlin, um die öffentliche Aufstellung zwischen Frauenkirche und Brühlscher Terrasse zu erzwingen.
Ermüdet vom Aktzeichnen näherte sich Förster ab 1971 dem Detail und schuf mit den Einblicken eine neue Sicht auf Zeichnung und Plastik: Landschaften des Leibes mit Höhlen, Schluchten, Wülsten und Durchbrüchen. (Einblick V (1978), Sandstein; Großer Einblick I (1988)). Der Sandsteintorso Ruhende (1978 bis 1986) wirkt trotz seiner geringen Höhe von 77 cm groß. Entstanden in unruhiger Zeit strahlt er Ruhe und Gelassenheit aus. Nicht zufällig enden die 1980er-Jahre mit der knapp lebensgroßen, selten genau komponierten Plastik des Geschlagenen (1989), der 2003 als Denkmal zu Ehren der in Leipzig ermordeten Sinti und Roma in der Stadt aufgestellt wurde.

### Nach der Wende
Nach eigener Aussage rettete die Wende dem Künstler Leben und Werk. Nach der Überwindung schwerer Krankheit und dem Verlust des Arbeitsraumes entstand sein zumeist großformatiges Spätwerk.
1993 erhielt Förster die Möglichkeit, ohne jegliche inhaltliche Vorgabe, für den Nordosthof der Mahn- und Gedenkstätte der Technischen Universität am Münchner Platz in Dresden eine Gedenkstätte für die Opfer des Stalinismus zu errichten, die er zu einem Denkmal für alle zu Unrecht Verfolgten nach 1945 machte. Die Plastik steht unter den ehemaligen Sonderuntersuchungszellen des Gefängnisses der Sowjetischen Militäradministration nach 1945, in denen Förster als 16-Jähriger gefangen gehalten worden war. Er wischte alles persönliche Leid beiseite und folgte dem ihm schicksalhaft verbundenen Leben der sowjetischen Dichterin Anna Achmatowa, deren Gedichtzeile: „Namenlos – ohne Gesicht“ er, zusammen mit der Widmung „den zu Unrecht Verfolgten nach 1945“, zum Titel bestimmte. Die nur wenig torsierte Figur folgt der 1980 entstandenen kleinen Plastik Ecce Homo.
1994 fasste Förster in der knapp überlebensgroßen Plastik Das Opfer seine in Jahrzehnten entstandenen Passionen und Martyrien zusammen. Ähnlich dem Denkmal Namenlos – ohne Gesicht hat dieses Opfer ein Gesicht. Über dem gespannten Hals reckt sich der Kopf in den Himmel, vereinen sich in der Form Zeichen von erlittener Gewalt (der von einer MP-Salve zerrissenen Leib) und einer Kreuzigung. Die Figur vermittelt die geistige Botschaft, dass das Opfer über die Gewalt triumphieren wird. Seit 1995 steht sie im Hof der Gedenkstätte Lindenstrasse 54/55 des ehemaligen Stasigefängnisses in Potsdam.
In seiner Große(n) Daphne I (1996) erfüllte sich sein Streben, Natur und Abstraktion zu verbinden: beherrschte Vitalität, Formenweisheit, Wachstum und Überdauern nach eigenem Gesetz. Zugleich ist sie die Erfüllung seines Bemühens um den Torso als Ganzes. Die empfindlichsten Punkte jeder Torsierung sind notwendigerweise die Stümpfe oder die Schnittflächen von Armen und Beinen, die diese Daphne durch die hoch angesetzten Brüste, ähnlich einem ionischen Kapitell, auf logische Weise abschließen.
Auf die Freiheit der Vorwendezeit reagierte Förster 1998 mit der 2,80 m großen Nike ’89. Entgegen der gewohnten Darstellung der Siegesgöttin Nike stellte sie Förster versehrt, mit verbrannten Flügeln dar, weil es nach Förster „keine Siege ohne Opfer“ gibt. Aufsteigend aus Feuer und Sturm steht sie seit 1999, dem zehnten Jahrestag der Wende, in der vergoldeten Fassung auf hohem Schaft am politischen Brennpunkt der Glienicker Brücke in Potsdam. Dem leicht veränderten Bronzeguss der Figur vor dem Sächsischen Landtag in Dresden ist eine Widmung mit der Aufschrift „Für Freiheit und Demokratie“ beigegeben.
1999 rechnete Förster in seiner 2,11 m hohen Figur Marsyas – Jahrhundertbilanz mit seinem, dem 20. Jahrhundert, ab, das für ihn weltweit eine Folge von Kriegen, Verfolgungen und Völkermord war. Die mythologische Gestalt des vom griechischen Gott Apollo an den Füßen aufgehängten, geschundenen und gehäuteten Silens war für ihn das dafür geeignete Sinnbild. Die Arbeit, die heute vor dem Museum in Bautzen steht, besaß  für den Künstler die gleiche künstlerische Bedeutung wie die Große Daphne I. So stehen mit diesen beiden Arbeiten zwei Figuren am Ende seines Bildhauerlebens, die sein Lebensthema, die Gestaltung von Liebe und Tod ausdrücken.
Förster, ständig skizzierend, schuf in den frühen Jahren verstärkt druckgrafische Arbeiten, von deren Verkauf er in Notzeiten leben konnte. In der Zeichnung bevorzugte er Folgen oder Zyklen, fast alle mit Bleistift oder Kohle gezeichnet. Seine Zeichnungen sind keine die Plastiken vorbereitenden Studienblätter, sondern autonome Bildzeichnungen, meist Landschaften oder zu Landschaften gewordene Körper.
2007 beendete Förster die bildkünstlerische Arbeit und gab sein Atelier auf.
Eines seiner Credos lautet „Kunst ist Metapher der Wirklichkeit, herausgeschält, verdichtert, gesteigert. Und sie ist immer einseitig und anfechtbar.“

## Werke

### Skulpturen, Denkmäler (Auswahl)
Zahlreiche Werke Försters befinden sich im öffentlichen Raum Dresdens wie die Bronzeplastik Großer Trauernder Mann von 1985. Försters Figuren sind häufig nackt dargestellt, Gestik und Bewegungen minimalisiert. Er bevorzugt Sandstein und Bronze. Als Vorbilder seiner Darstellungen nennt er die Antike, die Renaissance und die Moderne.
| Bild  | Werkname                               | Jahr      | Material          | Standort                                                                                        | Anmerkungen |
| ----- | -------------------------------------- | --------- | ----------------- | ----------------------------------------------------------------------------------------------- | --- |
|       | Studentische Jugend                    | 1963      |                   | Ostseite der St. Petersburger Straße vor den Studentenwohnheimen                                | Gruppenplastik |
|       | Zwei Frauen                            | 1963      |                   | vor einem Studentenwohnheim in Dresden                                                          | |
|       | Kopf der Gelähmten                     |           | Bronze            | im Usedomer Niemeyer-Holstein Museum                                                            | |
|       | Gefesselte                             |           | Sandstein         | in der Neuen Nationalgalerie Berlin                                                             | |
|       | Großer trauernder Mann                 | 1983/1985 | Bronze            | Dresden, Georg-Treu-Platz                                                                       | überlebensgroß, auf einem würfelförmigen Betonpodest, Aufstellung sollte ursprünglich direkt vor der Ruine der Frauenkirche aufgestellt werden, Hans Modrow schlug den jetzigen Standort vor. erinnert an die Opfer der Luftangriffe auf Dresden im Februar 1945                                                                                         |
| Torso | Torso eines Stürzenden                 | 1985      | Bronze            | Berlin-Marzahn, im Treppenhaus der Bezirkszentralbibliothek Mark Twain (Marzahner Promenade 55) | eine 40 cm hohe Skulptur wurde auf einem zweistrebigen ein Meter hohen Metallsockel aufgebracht. Zwischen den Sockelstützen findet sich dieser später ergänzte Aufruf des Künstlers: „An meine Landsleute. Ich bitt’ euch, habet mit euch selbst Erbarmen. 1950, Bertolt Brecht.“ „Am 29.04.1992 wurde in Marzahn der Vietnamese Ngyen van Thu getötet.“ |
|       | Das Opfer                              |           |                   | Potsdam, Hof der Gedenkstätte Lindenstrasse 54/55                                               | |
|       | Große Daphne I                         |           |                   | Dresden, Wieland Förster Stiftung                                                               | |
|       | Große Badende                          |           |                   | in Berlin-Prenzlauer Berg                                                                       | |
|       | Penthesilea II                         |           | Bronze            | im Garten des Kleist Museums in Frankfurt (Oder)                                                | eine gefallene Amazone Unter dem Begriff Penthesilea hat Förster mindestens sechs verschiedene Skulpturen geformt |
|       | Nike ’89                               | 1989      | vergoldete Bronze | in Potsdam, (Havelufer hinter der Glienicker Brücke)                                            | zum 10. Jahrestag des Falls der Mauer aufgestellt |
|       | Nike ’89, Sieg mit gebrochenen Flügeln | 1997/1998 | Bronze            | in Dresden vor dem Landtag                                                                      | |

### Weitere Werke
Weitere bedeutende Werke, die sich im öffentlichen Raum befinden, sind in der folgenden Liste aufgeführt:
- OdF-Denkmal (1956), Freital-Döhlen
- Große Sitzende (Sich Sonnende) (1964), Berlin und Wismar[25]
- 1968/70: Große Stehende auf einem Bein, Volkspark Friedrichshain, Berlin
- 1968: Brunnengestaltung Bauen – Leistung des Kollektivs, Betriebsberufsschule des VEB Ingenieur-, Tief- und Verkehrsbau Greifswald, Innenhof, während der Wendezeit versetzt zur Kommunalen Berufsschule Greifswald, Siemensallee
- 1971: Große Badende, Frankfurt/Oder, Diebstahl 2013[26]

- 1971–74, 1997: Große Neeberger Figur (1), Bronze, Skulpturenpark Magdeburg; hier vereinte Förster die Eiform und die strengen geometrischen Formen des Avantgardisten Brâncuși, die Dynamik des Futuristen Marini und die Reduktion des Existenzialisten Giacomo zu einem gelungenen Experiment[7]
- 1973–75: Liegende, Zellescher Weg, Dresden
- 1988: Heinrich Böll, Denkmal in der Greifswalder Straße, Berlin-Prenzlauer Berg
- 1994: Das Opfer, Bronzeplastik, Innenhof Mahn- und Gedenkstätte Lindenstraße 54, Potsdam
- 1995: Namenlos – ohne Gesicht (Anna Achmatowa), den „zu Unrecht Verfolgten nach 1945“ gewidmet, Gedenkstätte Münchner Platz Dresden
- Innenausstattung der Dorfkirche Damsdorf im Landkreis Potsdam-Mittelmark
- 1999: Marsyas – Jahrhundertbilanz, Museum Bautzen

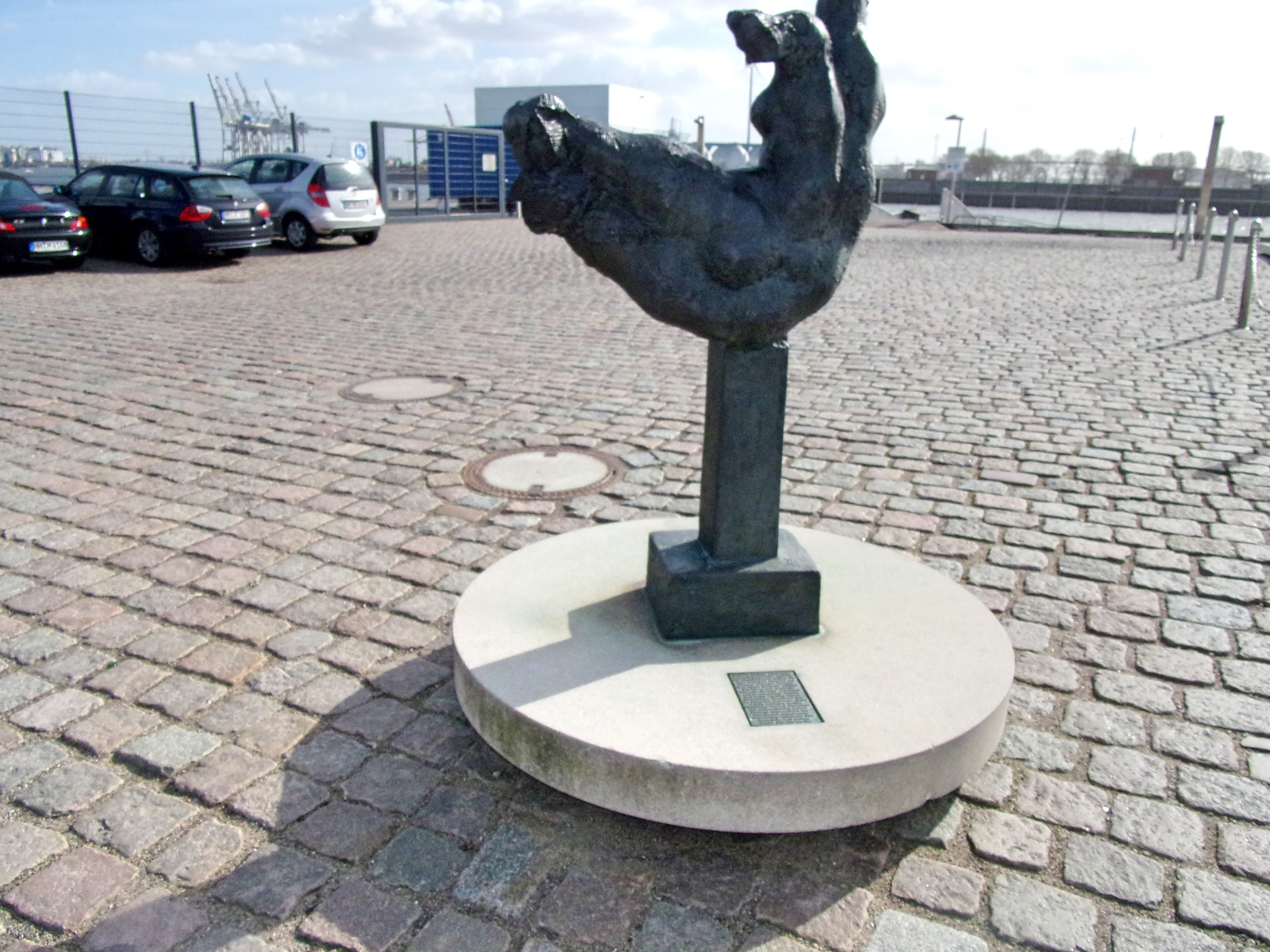
Die Elbe

- 2003: Uwe Johnson, Denkmal vor dem John-Brinckman-Gymnasium in Güstrow
- 2006: Große Daphne I, Aufstellung 2015 im Barockgarten des Landesmuseums Schloss Gottorf, Schleswig
- 2006: Die Elbe, Hamburg[27]

### Buchveröffentlichungen (Auswahl)
- Bildnerische Etüden, 38 Kleinplastiken (als Herausgeber mit Wilfried Fitzenreiter). Insel Verlag, Leipzig 1967.
- Rügenlandschaft. Union-Verlag, Berlin 1974.
- Begegnungen. Tagebuch, Gouachen und Zeichnungen einer Reise in Tunesien (mit einem Nachwort von Franz Fühmann). Verlag Volk und Welt, Berlin 1974.
- Die versiegelte Tür. Union-Verlag, Berlin 1982.
- Einblicke. Union-Verlag, Berlin 1985.
- Sieben Tage in Kuks. Union-Verlag, Berlin 1985.
- Labyrinth. Verlag Volk und Welt, Berlin 1988.
- Grenzgänge. Verlag Volk und Welt, Berlin 1995.
- Die Ungleichen. Drei-Masken-Verlag, München 1996.
- „…alle meine Zärtlichkeiten“ (zusammengestellt aus dem Briefwechsel George Sand und Gustave Flaubert). Drei-Masken-Verlag, München 1996.
- Die Phantasie ist die Wirklichkeit. Hinstorff-Verlag, Rostock 2000.
- Als Fremder. Verlag der Nessing’schen Buchdruckerei, Berlin-Adlershof 2003 (= Nessing’sche Hefte No. 2).
- Im Atelier abgefragt. Deutscher Kunstverlag, Berlin 2005.
- Der Andere. Briefe an Alena. Lukas Verlag, Berlin 2009, ISBN 978-3-86732-066-5.
- Seerosenteich. Autobiografie einer Jugend in Dresden 1930–1946. Sandstein, Dresden 2012, ISBN 978-3-942422-89-5.
- Tamaschito. Roman einer Gefangenschaft. Sandstein, Dresden 2017, ISBN 978-3-95498-319-3.

Darüber hinaus verfasste Wieland Förster zahlreiche Beiträge in diversen Anthologien.

### Buchillustrationen
- Hugo Ball: Die Nase des Michelangelo. Mit 6 Originallithographien von Wieland Förster. Verlag Faber & Faber, Frankfurt 1999.

## Auszeichnungen und Ehrungen
Wieland Förster wurden folgende Auszeichnungen für sein künstlerisches Schaffen verliehen:
- 1966: Will-Lammert-Preis der Deutschen Akademie der Künste, Berlin
- 1973: Kunstpreis der DDR
- 1974: Käthe-Kollwitz-Preis der Akademie der Künste der DDR, Berlin
- 1976: Nationalpreis der DDR für Kunst und Literatur III. Klasse
- 1977: Heinrich-von Kleist-Kunstpreis der Stadt Frankfurt (Oder); erster Preisträger neben Gerhard Goßmann
- 1978: Kunstpreis des FDGB
- 1983: Nationalpreis der DDR für Kunst und Literatur II. Klasse
- 1996: Kunstpreis der Landeshauptstadt Dresden
- 2000: Bundesverdienstkreuz 1. Klasse der Bundesrepublik Deutschland
- 2009: Ehrenpreis des Ministerpräsidenten des Landes Brandenburg für sein Lebenswerk
- 2010: Ehrendoktorwürde der Philosophischen Fakultät der Universität Potsdam
- 2012: Verdienstorden des Landes Brandenburg
- 2020: Kulturpreis des Landkreises Oberhavel für das Lebenswerk

### Kataloge
- Wieland Förster. Schwerin 1967.
- Wieland Förster. Plastik, Zeichnungen, Druckgraphik. Staatliche Museen zu Berlin, und Akademie der Künste Berlin, Berlin 1980.
- Wieland Förster. Erlebnisse, Begegnungen, Erfahrungen. Karl-Marx-Stadt 1987.
- Wieland Förster. Plastik und Zeichnungen. Weimar 1988.
- Wieland Förster. Naturstudien und Werkskizzen in kleinem Format. Berlin 1990.
- Wieland Förster. Plastik, Zeichnungen, Radierungen. Wien (BAWAG), Stade (Museum) und Lindau (Museum), 1990 und 1991.
- Wieland Förster. Liebe und Tod. Werklinien, Magdeburg (Kloster Unser Lieben Frauen), Mosigkau (Orangerie), 1995.
- Wieland Förster. Plastik und Grafik. Niebüll 1996.
- Wieland Förster. Plastik, Zeichnung. Dresden, Staatliche Kunstsammlungen, Skulpturensammlung (Albertinum), 1998. Halle (Staatliche Galerie Moritzburg), 1999. Aurich (Kunstpavillon am Ellernfeld), 1999.
- Wieland Förster. Portraitplastiken. Marbach (Alexanderkirche), Wittlich (Georg-Meistermann-Museum), Frankfurt (Oder) (Marienkirche), 2000.
- Wieland Förster. Wieland Förster in Dresden. (Stiftungskatalog) Dresden 2009/2010.
- Figur tut weh. Positionen um Wieland Försters Große Neeberger Figur, Gerhard-Marcks-Haus Bremen 2015, ISBN 978-3-924412-82-1.
- Wieland Förster. Jahrhundertbilanz. Gedenkstätte Bautzner Straße Dresden 2015, ISBN 978-3-9816421-2-4.
- Wieland Förster. Skulpturen und Zeichnungen. Zum 90. Geburtstag des Bildhauers. Mitteldeutscher Verlag, ISBN 978-3-96311-394-9.

### Monografien und Einzelpublikationen etc.
- Claude Keisch: Wieland Förster. Plastik und Zeichnung. Verlag der Kunst, Dresden 1977.
- Armin Zeißler: Gespräch mit Wieland Förster. In: Sinn und Form 4/1982, S. 724–750.
- Peter H. Feist: Mahnung durch Form. Wieland Försters Denkmal für Dresden. In: Bildende Kunst, Berlin, 5/1985, S. 207–209.
- Förster, Wieland. In: Dietmar Eisold (Hrsg.): Lexikon Künstler in der DDR. Verlag Neues Leben, Berlin 2010, ISBN 978-3-355-01761-9, S. 213–215.
- Monika Mlekusch: Wieland Förster. Werkverzeichnis der Plastiken und Skulpturen. Hrsg. Johann Konrad Eberlein, LIT Verlag, Wien 2012, ISBN 978-3-643-50402-9.
- Eva Förster (Hrsg.): Wieland Förster „…weil aus dem Zweifel das Wachstum entsteht“. Aus den Tagebüchern von 1958 bis 1974 (= Akademie der Künste / Archiv-Blätter, 24). Akademie der Künste, Berlin 2018, ISBN 978-3-88331-227-9.

## Filme über Wieland Förster (Auswahl)
- Wieland Förster. Dezember 1979. 1980, Dokumentarfilm von Eduard Schreiber, DEFA-Studio für Dokumentarfilme
- Wieland Förster. Protokoll einer Gefangenschaft. 1991, Dokumentarfilm von Peter Voigt, DEFA-Studio für Dokumentarfilme
- Wieland Förster. Ein stiller Rebell. 1992, Dokumentarfilm von Michael Trabitzsch, Prounen Filmproduktion
- Unser täglich Brot gib uns heute. 4. Teil der Fernsehreihe: Die sieben Bitten des Vaterunser. 1992, für MDR und ORB, Szenarium W.F, Regie Eduard Schreiber, TELLUX-Dresden
- Im Labyrinth – Die Welt des Bildhauers Wieland Förster. 2005, Dokumentarfilm von Eduard Schreiber, Radonitzfilm
- Im Gespräch – Der Bildhauer Wieland Förster und der Dichter Uwe Johnson. 2008, Dokumentarfilm von Hanna Lehmbäcker, SMIDAK Filmproduktion Berlin
- Wieland Förster – „Ich lebe, um mich zu erinnern“. 2015, Film von Hanna Lehmbäcker und Konrad Hirsch. Produktion Hirsch Film Dresden & Schamoni Film & Medien GmbH, 2015. Sächsische Akademie der Künste, Sächsische Landesanstalt für privaten Rundfunk und neue Medien.

## Darstellung Försters in der bildenden Kunst
- Hans Vent: Porträt Wieland Förster (Öl, 70 × 60 cm, 1965)[28]

## Ausstellungen
Soloausstellungen (Auswahl)
- 1967: Staatliches Museum Schwerin
- 1974: Zentralinstitut für Astrophysik Potsdam
- 1980: Staatliche Museen zu Berlin (Altes Museum)
- 1982: Kunsthalle Södertälje (Schweden)
- 1985: Centre culturel de la R.D.A. Paris
- 1986: XIII. Biennale Venedig (mit Sabina Grzimek)
- 1990: BAWAG Fondation Wien
- 1991: Schwedenspeichermuseum Stade. Städtisches Museum Lindau
- 1995: Kunstmuseum Unser Lieben Frauen Magdeburg
- 1998: Staatliche Kunstsammlungen. Albertinum Dresden
- 2000: Alexanderkirche Marbach, Georg-Meistermann-Museum Wittlich, Marienkirche Frankfurt (Oder)
- 2009/10: Dresdner Zwinger, Staatliche Kunstsammlungen Dresden
- 2014: Eröffnung des Wieland-Förster-Zimmers in Oranienburg
- 2015: Figur tut weh. Positionen um Wieland Försters Große Neeberger Figur. Gerhard-Marcks-Haus Bremen
- 2015: Wieland Förster. Jahrhundertbilanz. Gedenkstätte Bautzner Straße Dresden
- 2020: Wieland Förster. Skulpturen und Zeichnungen. Zum 90. Geburtstag des Bildhauers. Angermuseum Erfurt
- 2020: Wieland Förster. Das Leben beschreiben. Ausstellung zum 90. Geburtstag. Kunstmuseum Kloster Unser Lieben Frauen Magdeburg
- 2020: Wieland Förster – Skulpturen aus 50 Jahren. Zum 90. Geburtstag des Bildhauers. Kunsthaus Dahlem Berlin